# Keefe Brasselle
Henry Keefe Brasselle (Elyria, 7 febbraio 1923 – Downey, 7 luglio 1981) è stato un attore, regista e produttore televisivo statunitense.

## Filmografia parziale

### Attore

#### Cinema
- Dimmi addio (Repeat Performance), regia di Alfred L. Werker (1947) - non accreditato
- Trasportato per ferrovia (Railroaded!), regia di Anthony Mann (1947)
- T-Men contro i fuorilegge (T-Men), regia di Anthony Mann (1947) - non accreditato
- Non abbandonarmi (Not Wanted), regia di Elmer Clifton (1949)
- Never Fear, regia di Ida Lupino (1949)
- Un posto al sole (A Place in the Sun), regia di George Stevens (1951)
- Lo sconosciuto (The Unknown Man), regia di Richard Thorpe (1951)
- The Eddie Cantor Story, regia di Alfred E. Green (1953)
- Quando una ragazza è bella (Bring Your Smile Along), regia di Blake Edwards (1955)
- Posto di combattimento (Battle Stations), regia di Lewis Seiler (1956)
- West of Suez, regia di Keefe Brasselle (1957)
- Death Over My Shoulder, regia di Arthur Crabtree (1958)
- Pistola nera - Spara senza pietà (Black Gunn), regia di Robert Hartford-Davis (1972)
- If You Don't Stop It... You'll Go Blind!!!, regia di Keefe Brasselle e I. Robert Levy (1975)

#### Televisione
- The Ford Television Theatre – serie TV, 2 episodi (1954-1956)
- The Star and the Story – serie TV, episodio 1x13 (1955)
- Celebrity Playhouse – serie TV, episodio 1x01 (1955)
- Scienza e fantasia (Science Fiction Theatre) – serie TV, episodio 1x30 (1955)
- The Red Skelton Show – serie TV, 3 episodi (1956-1960)
- David Niven Show (The David Niven Show) – serie TV, episodio 1x13 (1959)

### Regista
- West of Suez (1957)
- If You Don't Stop It... You'll Go Blind!!! (1975)

### Produttore televisivo
- The Cara Williams Show – serie TV, 5 episodi (1964)
- Gli orsacchiotti di Chicago (The Chicago Teddy Bears) – serie TV, 2 episodi (1971)